# Shimon Shkop
El Rabino Shimon Shkop (1860-1940) fue el director de la Yeshivá de Telshe (actualmente está ubicada en Wickliffe, Ohio) y un renombrado maestro del Talmud. El Rabino Shkop nació en Tortz en 1860. A la edad de doce años fue a estudiar a la Yeshivá Mir, y a los quince años fue a estudiar a la Yeshivá de Volozhin, donde estuvo seis años. Sus principales maestros fueron los Rabinos Naftali Tzvi Yehuda Berlin, y Jaim Soloveitchik.
- Datos: Q2778138